# Zygmunt Gromnicki
Zygmunt Włodzimierz Gromnicki vel Stanisław Szymański pseud.: Gula, Grom, Alecki, Gromowski, Konduktor (ur. 2 maja 1911 w Kołomyi, zm. 18 sierpnia 1994 w Szczecinie) – oficer Wojska Polskiego, uczestnik Powstania Warszawskiego, cichociemny, kapitan Sił Zbrojnych PRL. Zwykły Znak Spadochronowy nr 3247, Bojowy Znak Spadochronowy nr 1455.

## Życiorys
Od roku 1926 uczył się w III Państwowym Gimnazjum im. Stanisława Staszica w Stanisławowie, w 1931 roku zdał egzamin dojrzałości. Od 11 sierpnia 1931 roku w Szkole Podchorążych Rezerwy Artylerii we Włodzimierzu Wołyńskim, po jej ukończeniu od 30 czerwca 1932 roku odbył praktykę w 11 Karpackim Pułku Artylerii Polowej (Lekkiej) we Włodzimierzu Wołyńskim 11 Karpackiej Dywizji Piechoty. 12 września 1932 roku został przeniesiony do rezerwy.
W 1932 roku podjął pracę jako sekretarz w gimnazjum, które ukończył. W 1937 roku rozpoczął studia na Wydziale Budowlanym Politechniki Lwowskiej, jednak po roku nie kontynuował nauki. Awansowany na stopień podporucznika ze starszeństwem od 1 stycznia 1934 roku.
W kampanii wrześniowej walczył jako dowódca plutonu, następnie dowódca baterii 11 Karpackiego Pułku Artylerii Lekkiej 11 Karpackiej Dywizji Piechoty. 17 września 1939 roku, po przekroczeniu granicy polsko-węgierskiej został internowany. Uciekł, 7 grudnia 1939 roku dotarł do Francji gdzie wstąpił do Polskich Sił Zbrojnych. Został przydzielony do 3 baterii 1 Wileńskiego pułku artylerii lekkiej 1 Dywizji Grenadierów. Uczestniczył w kampanii francuskiej, m.in. w walkach w Lotaryngii oraz w rejonie Lagarde nad kanałem Marna – Ren. Po rozwiązaniu dywizji 21 czerwca 1940 roku, dotarł do nieokupowanej części Francji, następnie do Afryki Północnej. Od 13 grudnia 1941 roku do października 1942 roku służył jako oficer łącznikowy polskiej Misji Morskiej w Gibraltarze. Rozpracowywał tereny potencjalnej inwazji, podróżował jako kurier do Marsylii, stamtąd do Oranu, do Nicei, stamtąd do Algieru. 23 grudnia 1940 roku został odznaczony Krzyżem Walecznych. 19 listopada 1942 roku  – odznaczony Srebrnym Krzyżem Zasługi z Mieczami. Od 28 listopada1942 przebywał w Wielkiej Brytanii, wstąpił do Polskich Sił Zbrojnych, został przydzielony do Marynarki Wojennej. 
Zgłosił się do służby w kraju. Przeszkolony ze specjalnością w wywiadzie, m.in. podczas Oficerskiego Kursu Doskonalącego Administracji Wojskowej w Glasgow (kamuflaż polskiej szkoły wywiadu) oraz na kursach specjalnych dla kandydatów na cichociemnych, m.in. spadochronowym, odprawowym (Ośrodek Wyszkolenia nr 10, Ostuni), i in. Po szkoleniach odbył praktykę w kierownictwie Marynarki Wojennej. Zaprzysiężony na rotę ZWZ/AK 5 listopada 1943 roku w Chicheley, przerzucony na stację wyczekiwania Głównej Bazy Przerzutowej w Latiano nieopodal Brindisi (Włochy).  
Skoczył ze spadochronem do okupowanej Polski w nocy 9/10 kwietnia 1944 roku w sezonie operacyjnym „Riposta”, w operacji lotniczej „Weller 1”, na placówkę odbiorczą „Koc 1” 117 (kryptonim polski, brytyjskie oznaczenie numerowe pinpoints), w okolicach miejscowości Nieporęt, 9 km od Radzymina. Razem z nim skoczyli: st. sierż. Edward Kowalik ps. Ciupuś, st. sierż.  Albin Łakomy ps. Twornik, ppłk. dypl. Felicjan Majorkiewicz ps. Iron. 
Po aklimatyzacji do realiów okupacyjnych został przydzielony do Oddziału II Informacyjno-Wywiadowczego (wywiad) Komendy Głównej Armii Krajowej, jako oficer wywiadu morskiego ekspozytury „Lombard” w referacie „Zachód” Wydziału Wywiadu Ofensywnego „Stragan”.
W powstaniu warszawskim walczył jako oficer do zleceń szefa Kwatery Głównej Komendy Okręgu Warszawa AK oraz oficer wywiadu KG AK. Po upadku powstania dostał się do niemieckiej niewoli, w Ożarowie, następnie w Łambinowicach, później w oflagu Gross-Born i Lubece. 2 maja 1945 roku został uwolniony przez wojska brytyjskie, 11 maja dotarł do Wielkiej Brytanii, wstąpił do Polskich Sił Zbrojnych. Został zdemobilizowany 28 marca 1947roku.
20 czerwca 1948 roku powrócił do Polski. Podjął pracę jako kierownik wydziału kontroli w Państwowym Przedsiębiorstwie Budowlanym, od 1951 roku jako zastępca dyrektora ds. technicznych w Okręgowym Zarządzie Kin. 23 lipca 1952 roku został aresztowany przez UB, prawdopodobnie osadzony w więzieniu na Rakowieckiej, zwolniony 13 czerwca 1953 roku. 
Od listopada 1968 roku pracował jako naczelnik wydziału produkcji pomocniczej w Zjednoczeniu Budownictwa Rolniczego. W listopadzie 1976 roku przeszedł na emeryturę. W 1972 roku został awansowany na kapitana. Zmarł 18 sierpnia 1994 roku w Szczecinie. Został pochowany na Cmentarzu Centralnym – kwatera 86E, rząd 8, grób 6.

## Odznaczenia
- Krzyż Srebrny Orderu Virtuti Militari
- Krzyż Walecznych – dwukrotnie, pierwszy 23 grudnia 1940 roku
- Srebrny Krzyż Zasługi z Mieczami – 19 listopada 1942 roku.

## Życie rodzinne
Był synem Władysława, maszynisty kolejowego, i Olgi z domu Teichman. W 1936 roku ożenił się z Teodozją Kliszcz (1912–1985), z którą miał syna Wacława (ur. w 1949 roku).